# هارشيتا جور
هارشيتا جور ممثلة هندية وُلدت في الثاني عشر من أكتوبر عام 1992. ارتفعت شُهرتها تزامنًا مع عرض مسلسلها الشبابي "صدى حق"؛ الذي لعبت فيه هارشيتا دور البطولة في شخصية سانيوكتا أجرفال.

## روابط خارجية
- هارشيتا جور على موقع IMDb (الإنجليزية)